# Huisuchi Grande
Huisuchi Grande är en ort i Mexiko.   Den ligger i kommunen Urique och delstaten Chihuahua, i den nordvästra delen av landet, 1 200 km nordväst om huvudstaden Mexico City. Huisuchi Grande ligger 2 006 meter över havet och antalet invånare är 168.
Terrängen runt Huisuchi Grande är bergig söderut, men norrut är den kuperad. Runt Huisuchi Grande är det mycket glesbefolkat, med 7 invånare per kvadratkilometer. Närmaste större samhälle är Urique, 15,1 km väster om Huisuchi Grande. Omgivningarna runt Huisuchi Grande är i huvudsak ett öppet busklandskap.